# Paulus Roiha
Paulus Henrik Roiha (Espoo, 1980. augusztus 3. –) volt finn válogatott labdarúgó.

## Góljai a finn válogatottban
| #        | Dátum               | Ellenfél     | Eredmény | Kiírás                                | Esemény |
| -------- | ------------------- | ------------ | -------- | ------------------------------------- | ------- |
| 1. és 2. | 2005. február 9.    | Ciprus       | 2 – 1    | Cyprus International Tournament döntő | 66' 70' |
| 3.       | 2005. augusztus 17. | Macedónia    | 3 – 0    | Vb-selejtező                          | 62' 87' |
| 4.       | 2006. január 21.    | Szaúd-Arábia | 1 – 1    | LG Cup                                | 87' 90' |

## Sikerei, díjai
Helsingin JK:
- Finn labdarúgó-bajnokság bronzérmes: 2009
- Finn labdarúgókupa győztes: 2008
- Finn ligakupa döntős: 2009

FC Utrecht:
- Holland labdarúgókupa győztes: 2002-03, 2003-04

Finnország:
- Cyprus International Tournament győztes: 2005